# Charles E. Roberts
Charles E. Roberts (Cincinnati, 22 de maig de 1894 - Comtat de Los Angeles, 10 de novembre de 1951) va ser un guionista i director de cinema estatunidenc. Va treballar en més d'un centenar de curtmetratges i llargmetratges. Com a escriptor és especialment conegut pel seu treball a la sèrie de pel·lícules Mexican Spitfire per a la RKO Pictures. Anteriorment havia fet una sèrie de curtmetratges de dos rodets amb Leon Errol.

## Filmografia seleccionada
- Western Limited (1932)
- The Flaming Signal (1933)
- Corruption (1933)
- The Woman Who Dared (1933)
- Fighting Hero (1934)
- Fighting Pioneers (1935)
- Roaring Roads (1935)
- Social Error (1935)
- Skybound (1935)
- Adventurous Knights (1935)
- Suicide Squad (1935)
- The Reckless Way (1936)
- Mummy's Boys (1936)
- Millionaire Playboy (1940)
- Mexican Spitfire (1940)
- Mexican Spitfire Out West (1940)
- Pop Always Pays (1940)
- Hurry, Charlie, Hurry (1941)
- The Mexican Spitfire's Baby (1941)
- Mexican Spitfire at Sea (1942)
- Mexican Spitfire Sees a Ghost (1942)
- Mexican Spitfire's Elephant (1942)
- Sing Your Worries Away (1942)
- Ladies' Day (1943)
- Mexican Spitfire's Blessed Event (1943)
- Goin' to Town (1944)
- What a Blonde (1945)
- Mama Loves Papa (1945)
- Vacation in Reno (1946)
- Riverboat Rhythm (1946)
- Partners in Time (1946)
- Cuban Fireball (1951)
- Honeychile (1951)
- Havana Rose (1951)
- Oklahoma Annie (1952)
- The Fabulous Senorita (1952)